# Camilo Azuquita
Luis Camilo Argúmedes Berguido (Colón, 18 de febrero de 1946-Ciudad de Panamá, 25 de diciembre de 2022), conocido artísticamente como Camilo Azuquita, fue un cantante y compositor panameño. Fue unos de mayores impulsores de la salsa en su país.

## Carrera musical
Luis Camilo Argúmedes nació en Colón, Panamá, el 18 de febrero de 1946. Desde su adolescencia se interesó en componer y cantar. A inicios de la década de 1960, comenzó a dar presentaciones con canciones de género bolero y guaguancó; de una de sus presentaciones, y un locutor cubano que aclamó su versatilidad y su delicada voz, dio origen a su apodo «Azuquita».
Participó en un concurso de cantantes amateurs a través de RPC Radio dos veces, siendo la última en la que resultó ganador. Tras ello, fue vocalista con la orquesta de Enrique Lynch en Perú. Entre los artistas con los que colaboró entre 1966 y 1969 se encuentran Roberto Roena, Ismael Rivera y Rafael Cortijo.
En 1969, se unió por seis meses a la Sonora Matancera para luego, en 1974, fundar su propia orquesta "Azuquita y su Melao". Tras una serie de conciertos en California, en 1974 grabó un disco con Fania All Stars.
Grabó dos álbumes con Francisco Bastar "Kako", el primero en 1968 titulado "Live It Up" y el segundo, en 1976, titulado "Unión Dinámica". Con su orquesta, grabó más de diez discos entre 1974 y 1988.
Para 2000, grabó en Cuba el disco "Cuba Son" con la orquesta Los Jubilados. Al año siguiente, hizo su debut en la actuación en la película titulada La cita que fue presentada en el Festival de Cine de Biarritz.
Argúmedes fue uno de los pocos panameños que figura en el Libro Guinness de los récords por ser reconocido internacionalmente de llevar la salsa a Europa en 1979. Entre sus distinciones, cuenta también con un Grammy Latino.

### Fallecimiento
Argúmedes presentaba quebrantos de salud que se agudizaron y murió el 25 de diciembre de 2022, en horas de la mañana en un centro hospitalario de la Ciudad de Panamá. El deceso del artista fue confirmado por su hija.

## Discografía
- 1964: Enrique Lynch (Sono Radio Peru 12220) – Fiesta de cumbia / La cumbia de Jose – 45rpm
- 1966: Roberto Roena y sus Megatones - Se Pone Bueno / It Gets Better (Alegre Records SLPA8510)
- 1967: Kako & His Orchestra - Live It Up (Musicor Records MM4036)
- 1969: Rafael Cortijo Y Su Bonche - ¡Ahí Na Má! / Put It There (Tico Records SLP1183)
- 1970: Azuquita - Aquí Esta Azuquita (Hit Parade Records HPST044)
- 1972: The Salsa All Stars (Salsa Records Salsa 2007) (avec Charlie Palmieri, Johnny Rodriguez, Israel Lopez " Cachao ", Vitin Paz, Louie Ramirez…)
- 1974: Azuquita y su Melao : Salsa en Hollywood (E&G Productions EGS516)
- 1975: Azuquita y su Orquesta Melao – Pura Salsa (Vaya Records VS34)
- 1976: Kako y Azuquita - Unión Dinámica (Alegre Records ASLP6003)
- 1977: La Típica ’73 - The Two Sides Of ' Típica '73 (Inca Records SLP1053)
- 1978: La Típica ’73 - Salsa Encendida (Inca Records JMIS1062)
- 1978: Louie Ramirez Y Sus Amigos (Cotique JMCS1096)
- 1979: Azuquita y su Melao – Llegó Y Dijo (Vaya Records VS83)
- 1980: Azuquita y su Melao – Salsa En Vivo (Disc'Az AZ2341)
- 1981: Tito Puente And His Orchestra – Ce' Magnifique (Tico Records JMTS1440)
- 1983: Azuquita y su Melao – Salsa International 83 (Polydor 8151141)
- 1984: Orquesta Felicidad, Camilo Azuquita – 2 Campeones Roberto Duran Vs Camilo Azuquita (Celluloid  CEL6713)
- 1988: Camilo Azuquita – Azúcar A Granel (Melao Records CA218)
- 1989: Camilo Azuquita – Amantes Secretos (Top Ten Hits TTH1943)
- 1992: Camilo Azuquita – El Señor De La Salsa (Melao Records 219)
- 1994: Azuquita – La foule Salsa Int’l (Axile) Formato CD
- 1996: Azuquita y Papo Lucca – Los Originales (Frémeaux & Associés FA407) Formato CD
- 1999: Azuquita - Lo Bailado Nadie Me Lo Quita (Melao) CD Format (intitulé La Salsa c’est pas compliqué en France); Melao Records/ POW Records; contient "Un, dos, tres… Maria", la reprise arrangée en salsa de Ricky Martin)
- 2000: Azuquita y su Melao – La Salsa, C´est Pas Compliqué (Axile) Formato CD
- 2001: Azuquita and Los Jubilados en Santiago de Cuba – Cuba Son (Emarcy Import / Universal Jazz / Caribefolk, Cuba) Formato CD
- 2005: Azuquita – Baila Para Mí (Konga Music CXCD303) Formato CD
- 2015: Orquesta Abran Paso – Back to the 70's (Abran Paso Music) Formato CD